# Le Naïf aux quarante enfants (film, 1957)
Pour les articles homonymes, voir Le Naïf aux quarante enfants.
Pour plus de détails, voir Fiche technique et Distribution.
Le Naïf aux quarante enfants est un film français réalisé par Philippe Agostini, sorti en 1957 ou 1958.

## Synopsis
Jean-François Robignac, un professeur, arrive dans un collège de province pour enseigner les lettres à des élèves de troisième. Très vite, il s'attire la sympathie des enfants par sa jeunesse de langage. Mais les parents veulent le faire renvoyer quand ils apprennent que Jean-François utilise des mots d'argot pour rajeunir les textes des écrivains.

## Fiche technique
- Titre : Le Naïf aux quarante enfants
- Réalisation : Philippe Agostini
- Scénario, Adaptation : Philippe Agostini, Paul Guth (d'après son roman Le Naïf aux quarante enfants, aux éditions Albin Michel), Odette Joyeux et André Tabet
- Assistants réalisateur : Jacques Poitrenaud, Georges Badawill, Alain Lavalle
- Montage : Simone Du Bron
- Photographie : André Bac
- Musique : Hubert Rostaing
- Son : Marcel Royné
- Production : Pierre Bochart et Clément Duhour
- Société de production : C.L.M, Régina
- Distribution : Cinédis
- Tournage du 13 juin au 4 août 1957, dans les studios Saints-Marthe de Marseille
- Pays d'origine :  France
- Langue : français
- Format : noir et blanc — monophonique — 35 mm
- Genre : comédie
- Durée : 98 minutes
- Date de sortie :
  - France : 20 décembre 1957[1] ou 19 mars 1958[2],[3]

## Distribution
- Michel Serrault : Jean-François Roubignac, le nouveau professeur de français
- Jean Poiret : Maître Bardine, vice-président d'une association de parents d'élèves
- Sylva Koscina : Gina Lantois, la mère de Guido
- Darry Cowl : le fabricant et marchand d'échelles
- Clément Duhour : M. Lantois, le mari de Gina
- Simone Paris : Anne-Marie, la belle-sœur de Gina
- Henri Crémieux : M. Larmet, le professeur d'histoire-géographie
- Jean Rigaux : M. Gadart dit « Pompon », le concierge mutilé de guerre
- Pierre-Jean Vaillard : l'inspecteur d'académie
- Odette Joyeux : une mère d'un élève de troisième
- René Sarvil : le censeur
- Marie Albe : Mme Bardine
- Antonin Fabre : le proviseur
- Maurice Brutus : M. Loipelle
- Yvonne Clairy : la générale Marlotte, directrice de la pension de famille
- Dominique Jourdan : Mme Rimières, une parente d'élève
- Mado Stelli : Mme Feuillard
- Gilbert Bokanowski : M. Castel, un professeur
- Ozanne Boudet : Léonie, la bonne de la pension de famille
- Jack Derlys : le docteur Tracot
- Jenny Hélia : Mme Tracot
- Françoise Schousterman : Antoinette, la lycéenne amoureuse de Jean-François
- Michel Giannou
- Catherine Rouvel
- Avec le concours des élèves des lycées de Marseille-Veyre et de Mignet (Aix-en-Provence)

## Autour du film
- Ce n'est pas la première fois que Michel Serrault incarne un enseignant : deux ans auparavant, il a joué un professeur dans un internat dans Les Diaboliques, d'Henri-Georges Clouzot.
- C'est le deuxième film dans lequel Michel Serrault et Jean Poiret sont en haut de l'affiche après le succès d'Assassins et Voleurs, de Sacha Guitry, sorti en 1957.
- À noter dans les seconds rôles  Darry Cowl, qui figurait aussi dans le générique d'Assassins et Voleurs et qui connaîtra un succès la même année dans Le Triporteur en tant qu'interprète principal.
- Première réalisation de Philippe Agostini.